# Хасмозавр
Хасмозавр (лат. Chasmosaurus, от др.-греч. χάσμα — «отверстие» и σαῦρος — «ящерица») — род птицетазовых динозавров из семейства цератопсид, живших в позднему мелу на территории Северной Америки. Известно два вида. Название означает «ящер с отверстиями», из-за отверстий (лат. fenestrae) в воротнике. При длине в 4,3—4,8 метра и примерной массе в 1,5—2 тонны хасмозавр является цератопсом средних размеров. Как и все представители своего семейства, хасмозавр был растительноядным. Первоначально род был назван Protorosaurus, однако это название оказалось занято. Все образцы хасмозавра были найдены в формации Дайносор-Парк в Провинциальном парке Дайносор, Альберта, Канада. Chasmosaurus russelli происходит из нижних слоёв свиты, а Chasmosaurus belli — из средних и верхних.

## Описание
Хасмозавр был цератопсом средних размеров. В 2016 году Г. С. Пол оценил длину C. belli в 4,8 метра, а массу в 2 тонны; C. russelli был оценён в 4,3 метра и в 1,5 тонны. Виды разделены на основании различий в форме рогах и воротника, так как посткраниальный скелет C. russelli плохо известен. Как и многие другие цератопсы, хасмозавр имел три рога — по два над глазами и один на носу. У обоих видов они относительно короткие, но у C. russelli рога над глазами относительно длинные и слегка загнуты вверх. Воротник сильно вытянут, расширяется в задней части, практически не изгибается по отношению к морде. У C. belli задняя часть воротника V-образная, а его стороны прямые; у C. russelli задняя часть имеет слегка U-образную форму, а её стороны более выпуклые. Края воротника несут на себе ряд шипов-остеодерм из окостеневшей кожи, которые крепились к чешуйчатой кости. Крупнейшие из шипов находятся на вершине воротника. Крупные отверстия в черепе имеют треугольную, а не овальную форму.
Образец NMC 2245, описанный Чарльзом Мортемом Штернбергом имел фрагмент окаменевшей кожи в районе правого бедра длиной около 0,5 метра. Кожа имела равномерные горизонтальные ряды из крупных чешуек; между ними располагались чешуйки меньшего размера. Диаметр больших чешуй доходит до 55 мм, форма чаще всего пяти-шестиугольная. К граням примыкают чешуйки меньшего размера (диаметр — около 10 мм), образуя розетку. Поверхность больших чешуй покрыта прямыми канавками и бороздами, перпендикулярными граням чешуи. В верхней части бедра диаметр чешуек больше, чем в нижней. На данный момент какой-либо информации о прижизненной окраске нет.

## Открытие и виды
В 1898 году Лоуренс Моррис Ламб из Геологической службы Канады обнаружил голотип Chasmosaurus belli NMC 491 — часть воротника (теменную кость), найденную в месте под названием Берри-Крик. Хотя Ламб признал, что окаменелость принадлежит новому виду, находка была отнесена к сомнительному роду Monoclonius. Он описал новый вид — Monoclonius belli. Видовое название дано в честь коллекционера окаменелостей Уолтера Белла.
В 1913 году Чарльз Штернберг и его сыновья обнаружили несколько полных черепов «M». belli в формировании Dinosaur Park (провинция Альберта, Канада). В январе 1914 года Ламб описал эти остатки в качестве голотипа нового рода: Protorosaurus. Родовое название означает «до Торозавра» и отражает предположение ученого о том, что данный род являлся предком торозавра. Однако позже выяснилось, что название Protorosaurus уже занято, поэтому Ламб переименовал род в Chasmosaurus. Название происходит от древнегреческого χάσμα, что означает «дыра» или «отверстие» и ссылается на огромные отверстия в воротнике и σαῦρος, что означает «ящер». Ламб так же описал паратип NMC 2245, найденный Штернбергом в 1913 году и состоящий из почти полного скелета с отпечатком кожи.
В последующие годы было обнаружено больше материала, в том числе черепа, а также было создано несколько новых видов. На сегодняшний день большинство из них считаются морфологическими вариациями C. belli, один признан вторым видом рода - C. russelli, а часть была отнесена в отдельные роды.